# Prêtreville
Prêtreville település Franciaországban, Calvados megyében. Lakosainak száma 390 fő (2022. január 1.). Prêtreville Saint-Germain-de-Livet, Saint-Jean-de-Livet, Saint-Martin-de-Mailloc, Valorbiquet és Livarot-Pays-d'Auge községekkel határos.

## Népesség
A település népességének változása:
| Lakosok száma | 295  | 285  | 328  | 402  | 443  | 426  | 399  | 391  | 388  | 390  |
|               | 1968 | 1982 | 1990 | 2006 | 2013 | 2015 | 2017 | 2019 | 2020 | 2022 |